# Badagada
Badagada es una ciudad censal situada en el distrito de Ganjam en el estado de Odisha (India). Su población es de 6982 habitantes (2011). Se encuentra a  36 km de Brahmapur y a 166 km de Bhubaneswar.

## Demografía
Según el censo de 2011 la población de Badagada era de 6982 habitantes, de los cuales 3575 eran hombres y 3407 eran mujeres. Badagada tiene una tasa media de alfabetización del 70,33%, inferior a la media estatal del 72,87%: la alfabetización masculina es del 78,66%, y la alfabetización femenina del 62,46%.